# Takeaway (The-Chainsmokers-Lied)
Takeaway (englisch für ‚[zum] Mitnehmen‘) ist ein Lied des US-amerikanischen
Produzenten- und DJ-Duos The Chainsmokers. Es entstand in Zusammenarbeit mit dem US-amerikanischen Future-Bass-DJ und -Produzent Illenium sowie der kanadischen Sängerin Lennon Stella. Der Future-Bass-Track ist der fünfte Song, der als Bestandteil ihres dritten Studioalbums World War Joy veröffentlicht wurde. Er erschien am 24. Juli 2019 über Disruptor und Columbia Records.

## Hintergrund

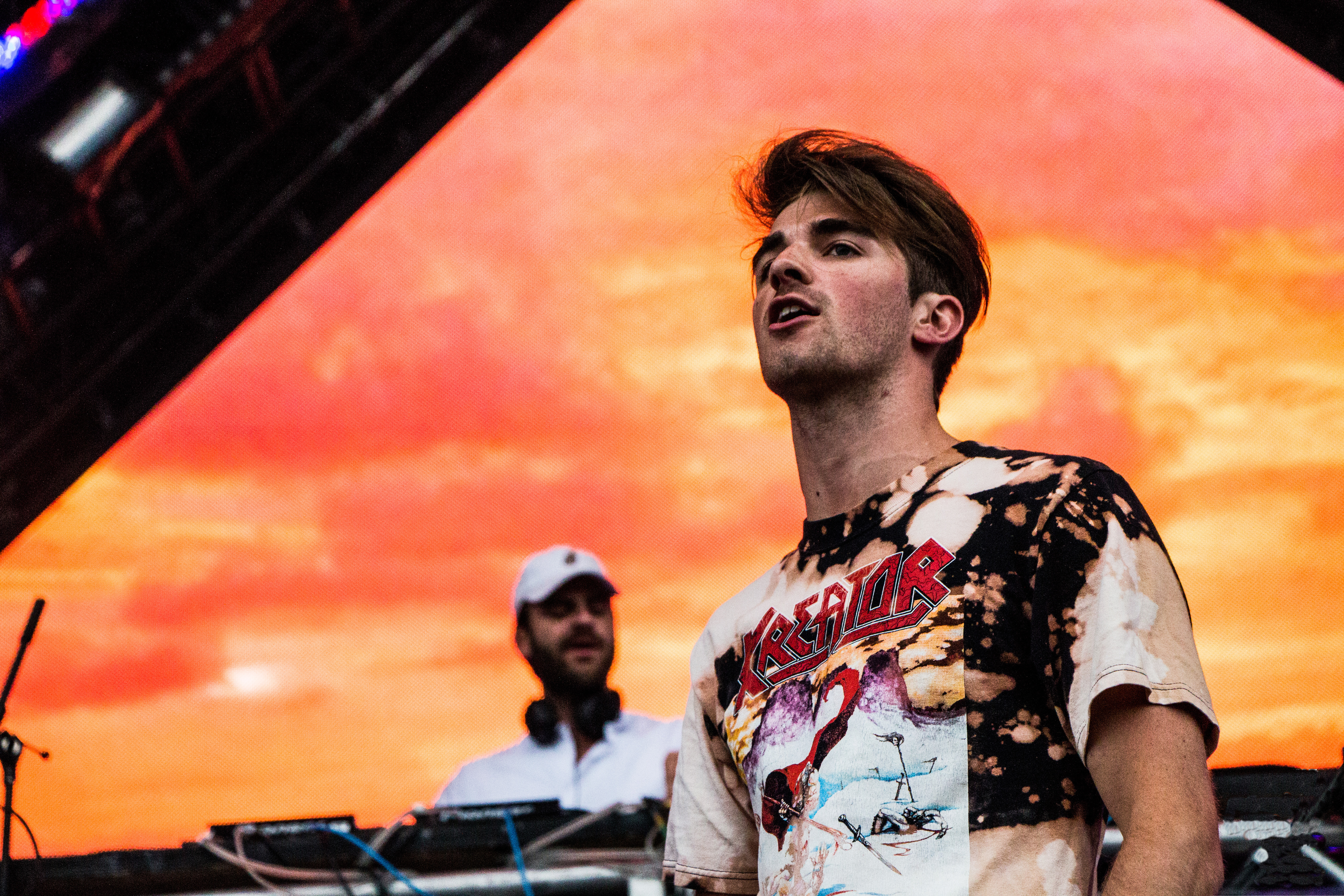
The Chainsmokers

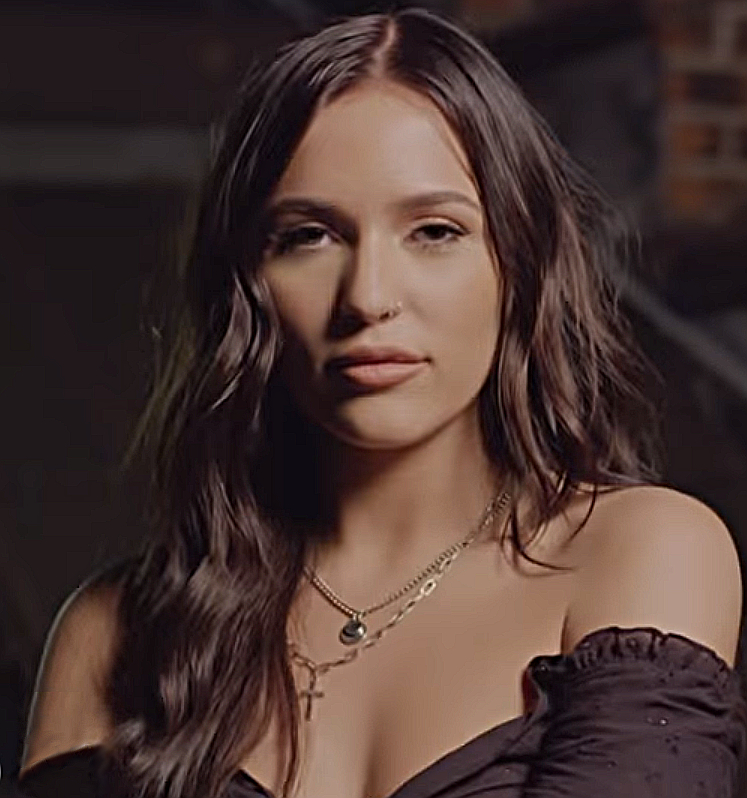
Lennon Stella

Im Februar 2018 wurde erstmals indirekt bekanntgegeben, dass The Chainsmokers und Illenium, der sich infolge seines im Jahr 2016 produzierten Remix des The-Chainsmokers-Songs Don’t Let Me Down zu einem der bekanntesten Future-Bass-Produzenten entwickelte, an einem gemeinsamen Song arbeiten würden. Indiz dafür war ein Screenshot, der aus ihrer Instagram-Story vom 28. Februar 2018 stammt. Dieser zeigte neben der eigentlichen Ankündigung des Remix-Pakets zu You Owe Me eine heruntergeladene Zip-Datei, die den Namen Take Away (TCSXILL).zip enthielt. Erstmals gespielt wurde das Lied in Vollversion schlussendlich am 31. März 2019 während des The-Chainsmokers-Auftritts beim Ultra Music Festival, bei dem sie Illenium für die Performance auf der Bühne besuchte. Wem die weibliche Stimme gehört, wurde zu jenem Zeitpunkt noch nicht bekanntgegeben, sowohl Sängerin Christina Perri, als auch Songwriterin Emily Warren (Backgroundsängerin bei u. a. Paris), wurde hinter den Vocals vermutet. Dass tatsächlich Lennon Stella die weitere Gastmusikerin ist, wurde erst später bekannt gegeben.
Am 17. Juli 2019 wurde auf unter anderem dem Twitter-Profil von The Chainsmokers ein Video geteilt, welches eine fiktive iMessage-Unterhaltung zwischen ihnen, Illenium und Stella zeigt. Zum Ende wird der Zuschauer aufgefordert eine angezeigte Telefonnummer zu kontaktieren, da diese eine Überraschung parat hätte. Hinter der Überraschung verbarg sich ein 15-sekündiger Ausschnitt des offiziellen Musikvideos, der die Musiker das auf dem Hudson Yards in New York City befindliche Bauwerk Vessel erkundend zeigt. Erst am 23. Juli 2019, einen Tag vor Release, wurde das Veröffentlichungsdatum offiziell bekanntgegeben.
In einem Instagram-Post, den sie parallel zum Veröffentlichungsdatum teilten, gaben sie bekannt, dass sie ursprünglich nicht vorgehabt hätten, das Lied fertigzustellen und zu veröffentlichen. Tatsächlich seien sie nach dem „Preview“ beim Ultra Music Festival überrascht gewesen von dem positiven Zuspruch der Fans und schlussendlich habe die darauf folgende hohe Nachfrage nach dem Erscheinungsdatum sie umgestimmt.

## Musikalisches und Inhalt
Das Lied steht im 4/4-Takt, das Tempo liegt bei 101 bpm. Das Intro besteht alleinig aus Stellas Stimme und einigen wenigen Pianoklängen. Sie singt wiederholend die Zeile „Your heart for takeaway“, bis Taggart mitsamt einiger Beats dazu stößt. Gemeinsam singen sie die erste Strophe. Nach 50 Sekunden setzen sie zum Refrain an, während im Hintergrund das instrumentale Build-Up weiter fortfährt. Anstelle des Drops folgt hierauf ein weiteres Mal die Textzeilen, die das Intro beinhaltete. Im ersten Durchgang ist Stellas Stimme nur von einer Akustikgitarre und im zweiten Durchgang von einem zusätzlichen Build-Up begleitet zu hören. Bei 01:28 setzt schlussendlich der Drop mit typischen Merkmalen von The Chainsmokers und Illenium ein. Geschmückt ist er zusätzlich mit markanten Vocal-Chops.
Im Text äußert das lyrische Ich Zweifel an seiner Liebesbeziehung mit seinem Partner. Es werden Vertrauensbrüche und Missverständnisse angesprochen. Der Pre-Refrain leitet die beiden Liebenden zu dem Punkt, an dem sie beschließen, dass sie besser alleine dran wären, bis sie im Refrain einander zugeben, dass sie vorgehabt hätten das Herz des Anderen zu brechen, bevor er es mit ihrem getan hätte.
| “Before I love you (nah, nah, nah) I’m gonna leave you (nah, nah, nah) Before I’m someone you leave behind I’ll break your heart so you don’t break mine Before I love you (nah, nah, nah) I’m gonna leave you (nah, nah, nah) Even if I’m not here to stay I still want your heart” – Refrain, Originalauszug | „Bevor ich dich liebe (nah, nah, nah) Werde ich dich verlassen (nah, nah, nah) Bevor ich jemand bin, den du zurück lässt Ich breche dein Herz, damit du meins nicht brichst Bevor ich dich liebe (nah, nah, nah) Werde ich dich verlassen (nah, nah, nah) Auch wenn ich nicht hier bin, um zu bleiben Möchte ich immer noch dein Herz“ – Refrain, Übersetzung |

## Musikvideo
Parallel zur Single-Veröffentlichung erschien auch das offizielle Musikvideo, bei dem der The-Chainsmokers-Kameramann Jeremiah Davis Regie führte. In diesem sind alle beteiligten Musiker im Bauwerk Vessel, welches sich auf dem Hudson-Yard in New York City befindet, zu sehen. Während Illenium, Alex Pall und Lennon Stella sich dort bereits auf verschiedenen der zahlreichen Treppen, die das Werk schmücken, befinden, trifft Andrew Taggart erst mit einem Helikopter ein. Er und Stella verkörpern das Liebespaar, welches in den Lyrics thematisiert wird. Sobald er eingetroffen ist, laufen alle über die unterschiedlichen Treppen bis zur Spitze des Bauwerkes, außer Stella. Sie tritt den Weg zum Helikopter an und betritt diesen zum Ende des Songs, mit einem traurigen Blick in Richtung Taggart. Nach 24 Stunden wurde das Musikvideo über 2,5 Millionen Mal aufgerufen.

## Rezeption
Takeaway erhielt überwiegend positive Kritiken. Autor Ryan Morse von der Webseite Conscious Electronic beschrieb das Lied als eine „charmante, durch den Duett-Gesang von Drew Taggart und Lennon Stella mit Stars besetzte Ballade.“ Sie wäre weiterhin „ein eingängiges, melodisches Juwel, das die Zuhörer auffordert, den Titel auf Dauerschleife anzuhören.“ Andere Kritiker lobten insbesondere das Verhältnis zwischen den Stilen der jeweiligen Künstler. Matthew Meadow vom Online-Magazin Your EDM schloss sich dieser Meinung an.

„‚Takeaway‘ nimmt den Sound beider Künstler ziemlich genau zu 50/50 auf, mit dem The-Chainsmokers-typischen Pop-Writing, kombiniert mitsamt Melodie und Illeniums Future-Bass-Klängen in Kombination mit seinen schimmernden, weichen Synthies. Stella ist das i-Tüpfelchen, das Taggarts maskulinen Gesang im weiteren Verlauf des Songs weibliche Energie und eine kontrastierende Stimme verleiht. Ich würde nicht sagen, dass es die beste Arbeit von beiden Künstlern ist, […] aber es ist ein solider Track, der das Publikum definitiv zum Mitsingen anregen wird.“

## Kommerzieller Erfolg

### Chartplatzierungen
| ChartsChartplatzierungen       | Höchstplatzierung | Wochen |
| ------------------------------ | ----------------- | ------ |
| Deutschland (GfK)              | 30 (18 Wo.)       | 18     |
| Österreich (Ö3)                | 28 (18 Wo.)       | 18     |
| Schweiz (IFPI)                 | 37 (19 Wo.)       | 19     |
| Vereinigte Staaten (Billboard) | 69 (2 Wo.)        | 2      |
| Vereinigtes Königreich (OCC)   | 64 (10 Wo.)       | 10     |

### Auszeichnungen für Musikverkäufe
| Land/Region                  | Auszeichnungen für Musikverkäufe (Land/Region, Auszeichnung, Verkäufe) | Verkäufe  |
| ---------------------------- | ---------------------------------------------------------------------- | --------- |
| Australien (ARIA)            | Platin                                                                 | 70.000    |
| Belgien (BRMA)               | Gold                                                                   | 20.000    |
| Brasilien (PMB)              | 3× Platin                                                              | 120.000   |
| Dänemark (IFPI)              | Gold                                                                   | 45.000    |
| Deutschland (BVMI)           | Gold                                                                   | 200.000   |
| Frankreich (SNEP)            | Gold                                                                   | 100.000   |
| Italien (FIMI)               | Gold                                                                   | 35.000    |
| Kanada (MC)                  | Platin                                                                 | 80.000    |
| Mexiko (AMPROFON)            | Gold                                                                   | 30.000    |
| Neuseeland (RMNZ)            | Platin                                                                 | 30.000    |
| Polen (ZPAV)                 | Gold                                                                   | 25.000    |
| Schweiz (IFPI)               | Gold                                                                   | 10.000    |
| Vereinigte Staaten (RIAA)    | Platin                                                                 | 1.000.000 |
| Vereinigtes Königreich (BPI) | Silber                                                                 | 200.000   |
| Insgesamt                    | 1× Silber · 8× Gold · 7× Platin ·                                      | 1.965.000 |

Hauptartikel: The Chainsmokers/Auszeichnungen für Musikverkäufe